# Chiesa di San Pietro (Caen)
La chiesa di San Pietro, in francese église Saint-Pierre, è uno dei principali edifici religiosi e monumenti storici della città di Caen, nella regione francese della Bassa Normandia.
Capolavoro dell'architettura gotica secondo la sua variante fiammeggiante, si fonde mirabilmente, nella parte esterna dell'abside, con fini elementi rinascimentali. Dal 1840 è classificata monumento storico dallo Stato francese.

## Storia e descrizione

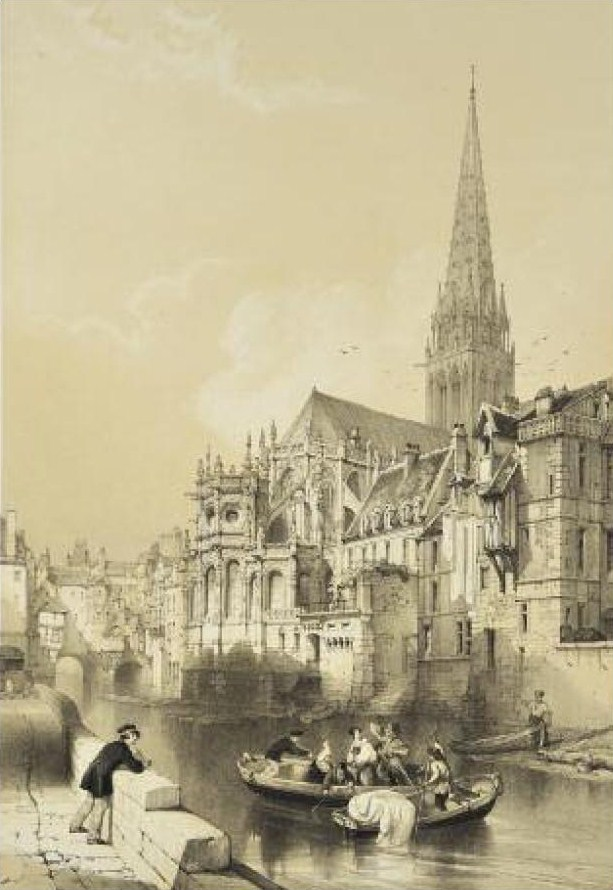
Veduta della chiesa prima della copertura dell'Odon del 1867.

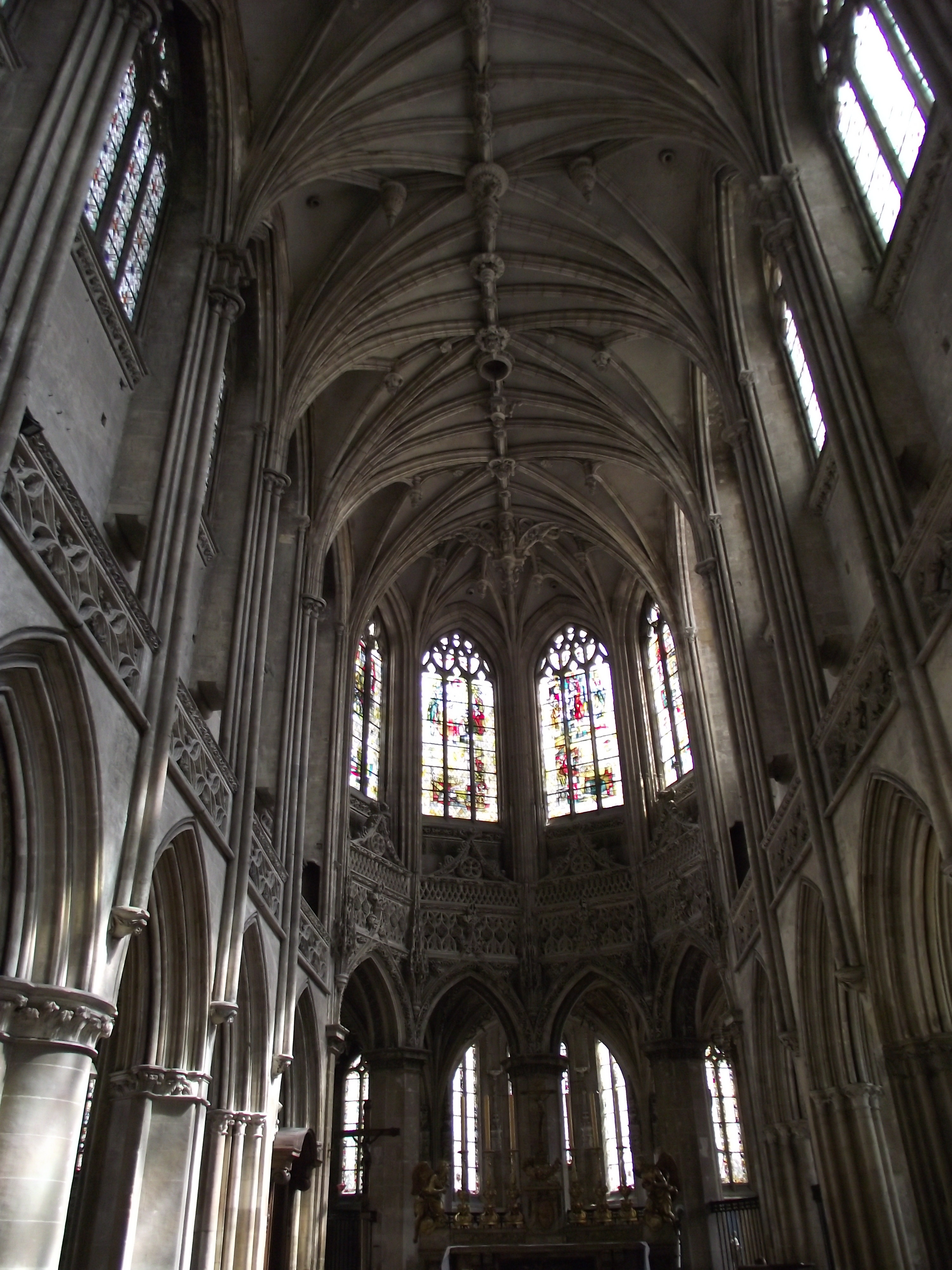
L'interno del coro Gotico fiammeggiante.

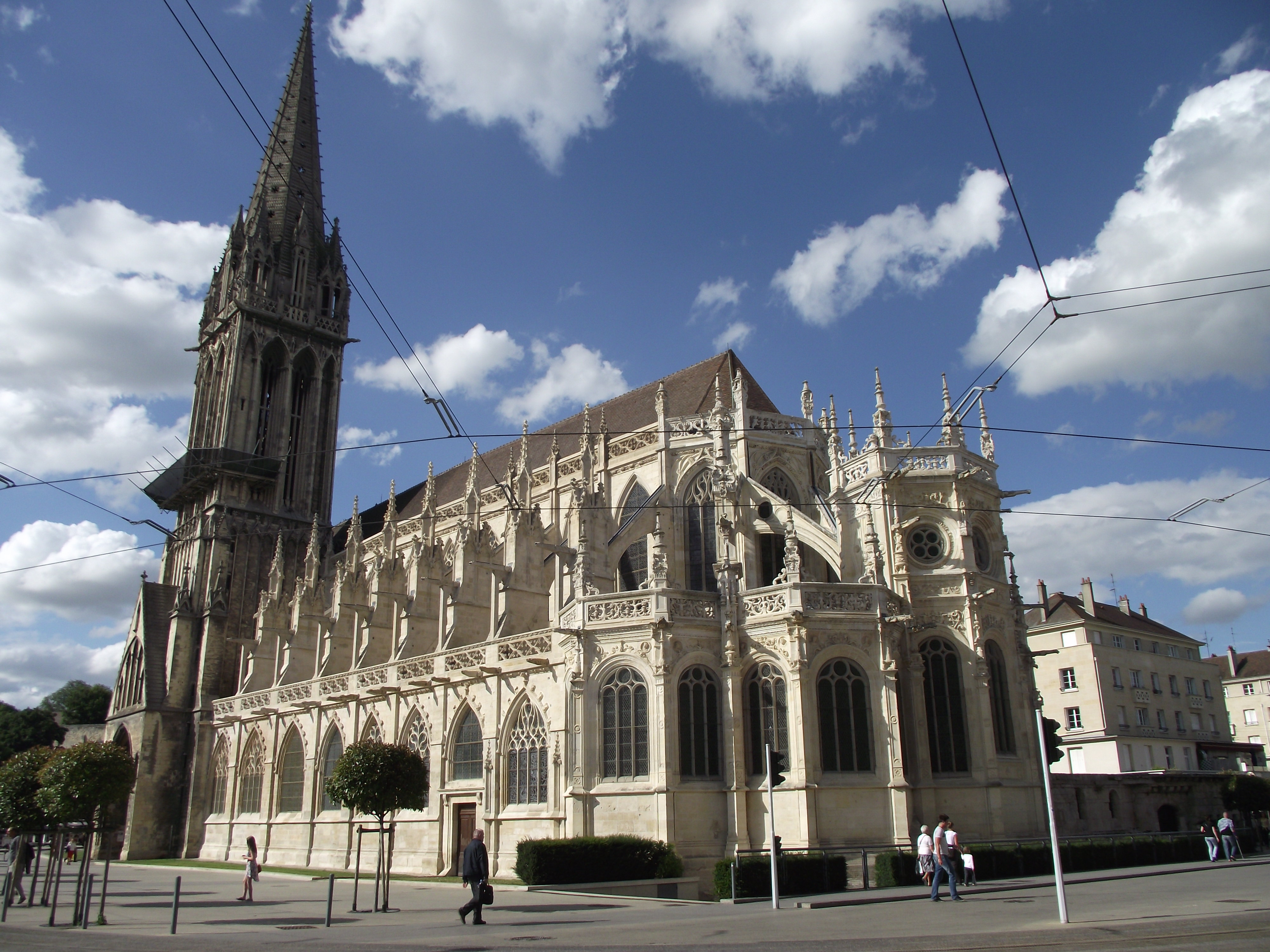
Veduta della parte posteriore.

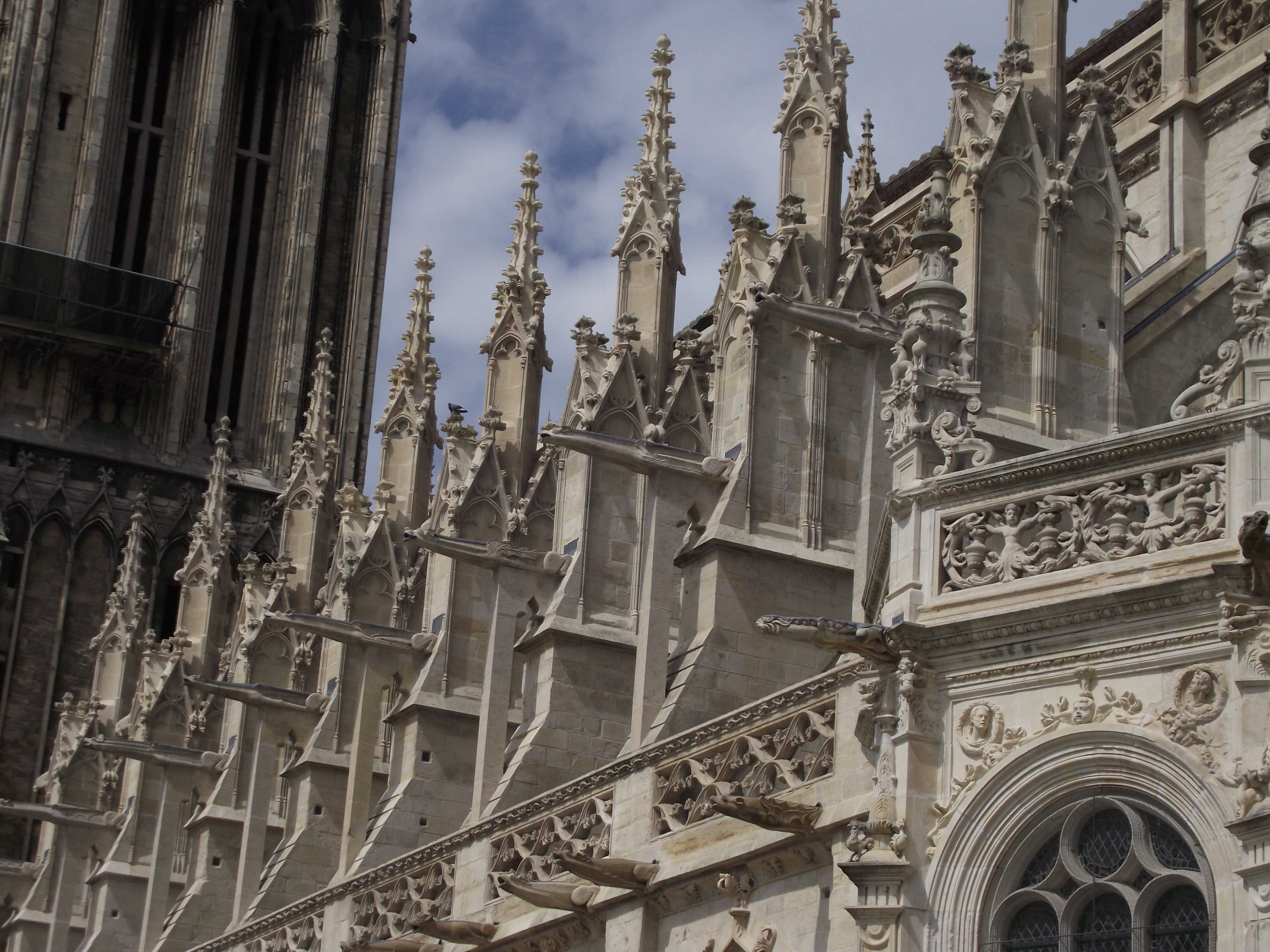
Particolare del ricco decoro esterno.

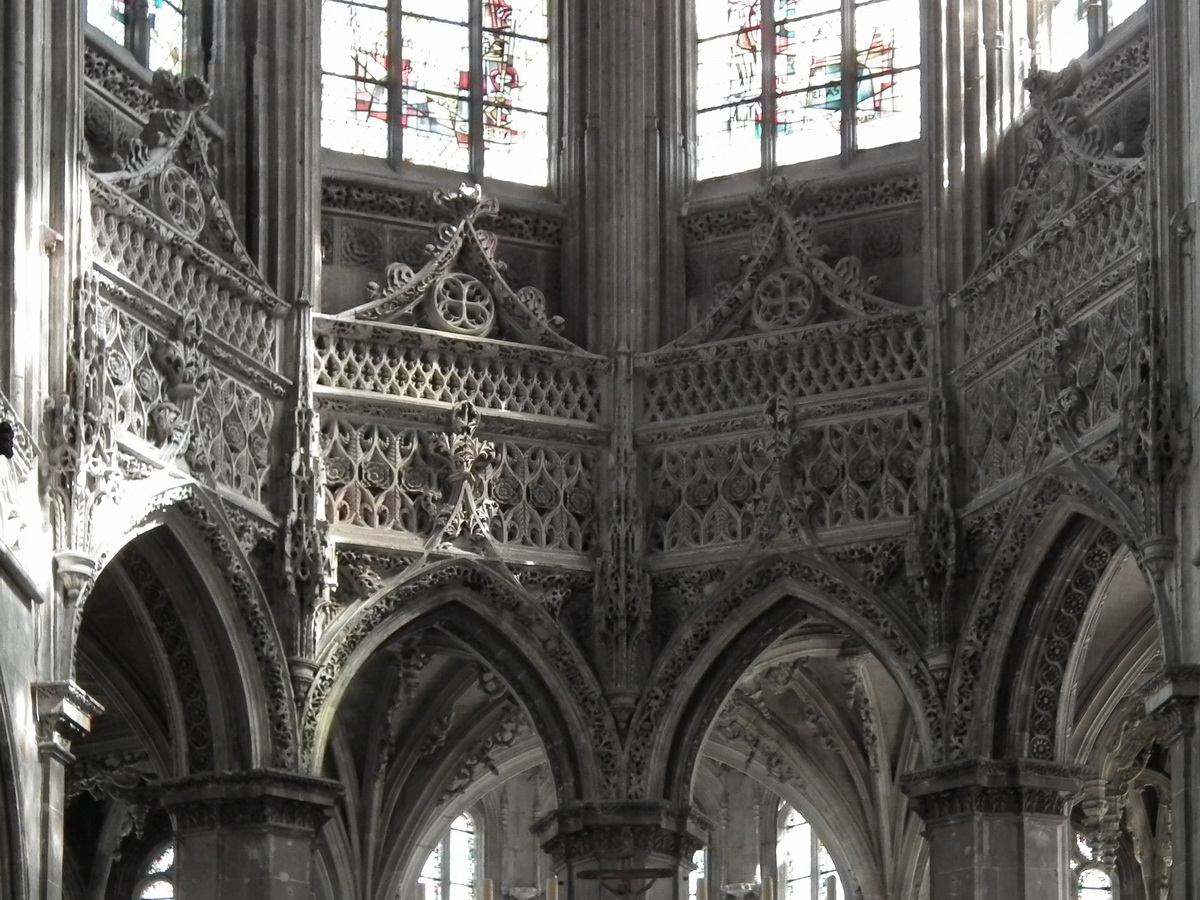
Il prezioso apparato decorativo del coro.

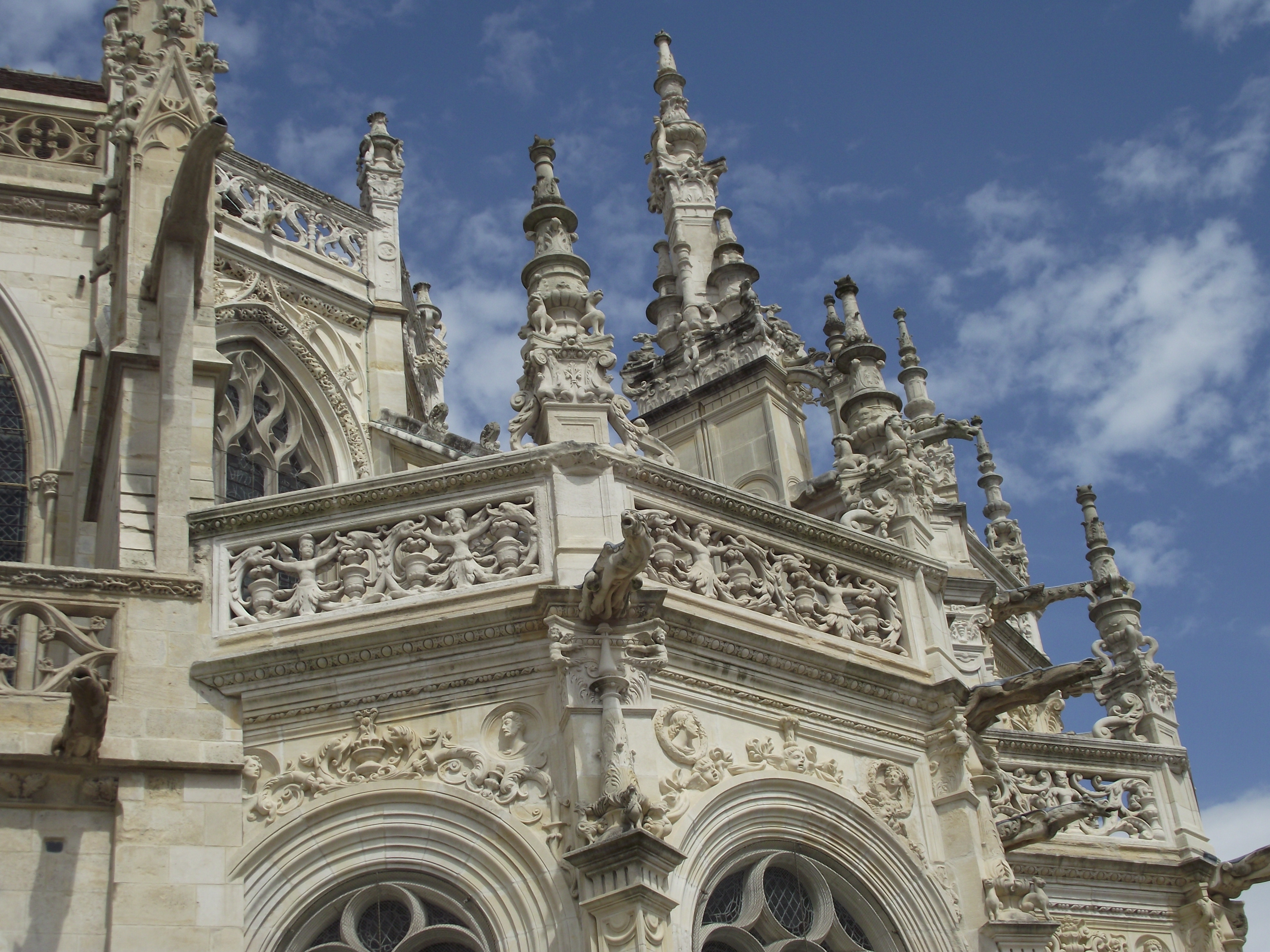
Particolare della sfarzosa decorazione del coro.

Denominata diversamente nel corso dei secoli: "Saint-Pierre de Darnetal", "Saint-Pierre-sous-Caen", "Saint-Pierre-du-Châtel", "Saint-Pierre-en-Rive", questa chiesa è stata il più grande edificio religioso della città; fu quindi sempre prestata un'estrema attenzione nella sua costruzione e decorazione.
Sorge nel centro nevralgico della città medievale, fra il castello e il porto sull'Odon, sul luogo di una precedente chiesa romanica del XI-XII secolo. La chiesa attuale, allora parrocchiale, venne costruita fra il XIII e il XVI secolo, simbolo della ricchezza dei mercanti di Caen. I lunghi lavori di costruzione hanno conferito alla chiesa la sua caratteristica principale, quella di presentare e congiungere equilibratamente diversi stili architettonici che vanno dal gotico "radiante", allo stile gotico fiammeggiante fino al rinascimentale. Pur intrecciando stili diversi la struttura mantiene un'armonica unità d'insieme, che ancora oggi offre mirabili effetti architettonici.
Il primo cantiere termina nel 1308 è una struttura a tre navate con abside piatta. Terminata la costruzione della splendida torre gotica nel 1317 viene subito considerata come il "re dei campanili di Normandia", il prototipo che influenzerà le altre numerose torri della regione e delle città del nord-ovest. Infatti il campanile della Cappella di Nostra-Signora del Kreisker a Saint-Pol-de-Léon, ad esempio, s'ispira fortemente alla torre di San Pietro.
Nel 1384 si mette mano al portale principale e, a cavallo dei due secoli, la facciata viene dotata del leggerissimo grande rosone, ancora "radiante" ma già con forti inflessioni "fiammeggianti". Nel 1410 si pone mano al piedicroce in stile gotico fiammeggiante.
Tra il 1518 e il 1545 l'architetto cittadino Hector Sohier intraprende i lavori di costruzione del coro a deambulatorio con cappelle radiali, in sostituzione di quello piatto duecentesco, impiantandolo in parte su pali lignei in riva all'Odon. Inizia con la ricostruzione della volta della metà finale della chiesa e con l'aggiunta delle cappelle radiali. Presentano una sontuosa decorazione fiammeggiante data da elaborate volte gotiche dalle fantastiche chiavi pendenti.
Nel 1521-1525 i lavori erano pressoché terminar
ti, Sohier pose allora mano alla decorazione esterna, conferendo alla chiesa la sua parte più spettacolare, costituita dal caratteristico tiburio ottagonale sulla cappella absidale, una selva di pinnacoli-candelabri, balaustre traforate e rilievi in uno squisito stile rinascimentale. Contrastando armoniosamente col resto dell'edificio, risulterà il migliore esempio del Primo Rinascimento a Caen.
Pochi decenni dopo la fine dei lavori, durante le guerre di religione francesi, i protestanti entrano in chiesa depredandola e distruggendone lo jubé, statue, vetrate e l'antico organo.
San Pietro, pur non essendo cattedrale, era comunque la chiesa principale della città; è qui infatti che si svolgono le principali cerimonie pubbliche cittadine, così quando Enrico IV abiurò il protestantesimo, ponendo fine alle guerre di religione, fu in questo edificio che si cantò il Te Deum in presenza delle rappresentanze civili e religiose della città.
Nel 1608 venne ristrutturato il portico sotto la torre. Nel 1793-1795 la chiesa di San Pietro viene trasformata in Tempio della Ragione.
Alla fine degli anni 1850, il pilastro nord-ovest del campanile è minacciato da cedimenti del terreno. L'architetto Guy sarà incaricato al consolidamento.
Nella seconda guerra mondiale, situata in un quartiere duramente provato dai bombardamenti inglesi, nella notte fra l'8 e il 9 giugno 1944 la guglia del campanile di San Pietro viene colpita da una granata di 420mm tirata probabilmente da un HMS Rodney. La guglia di 72 metri d'altezza crolla sulla navata distruggendo anche il prezioso organo Cavaillé-Coll, inoltre un principio d'incendio danneggia gravemente anche il tetto. Dal 1952-1953 tutta la chiesa venne restaurata e la guglia ricostruita nel 1957, toccando oggi un'altezza di 78 metri.
Fu la chiesa parrocchiale storica della città fino al 1975. Oggi fa parte della parrocchia di Santa Trinità.

## Galleria d'immagini

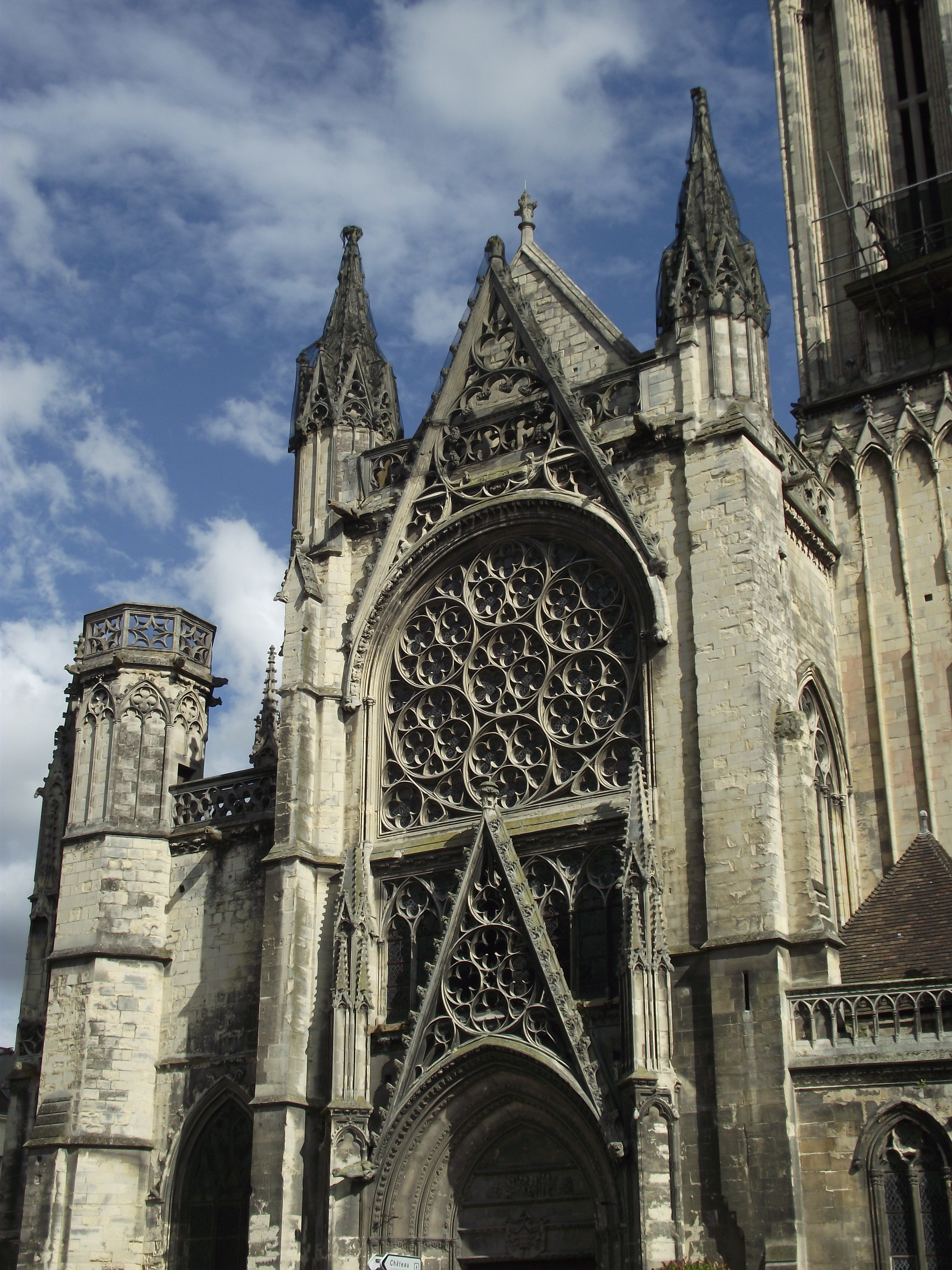
La facciata "gotico-radiante".
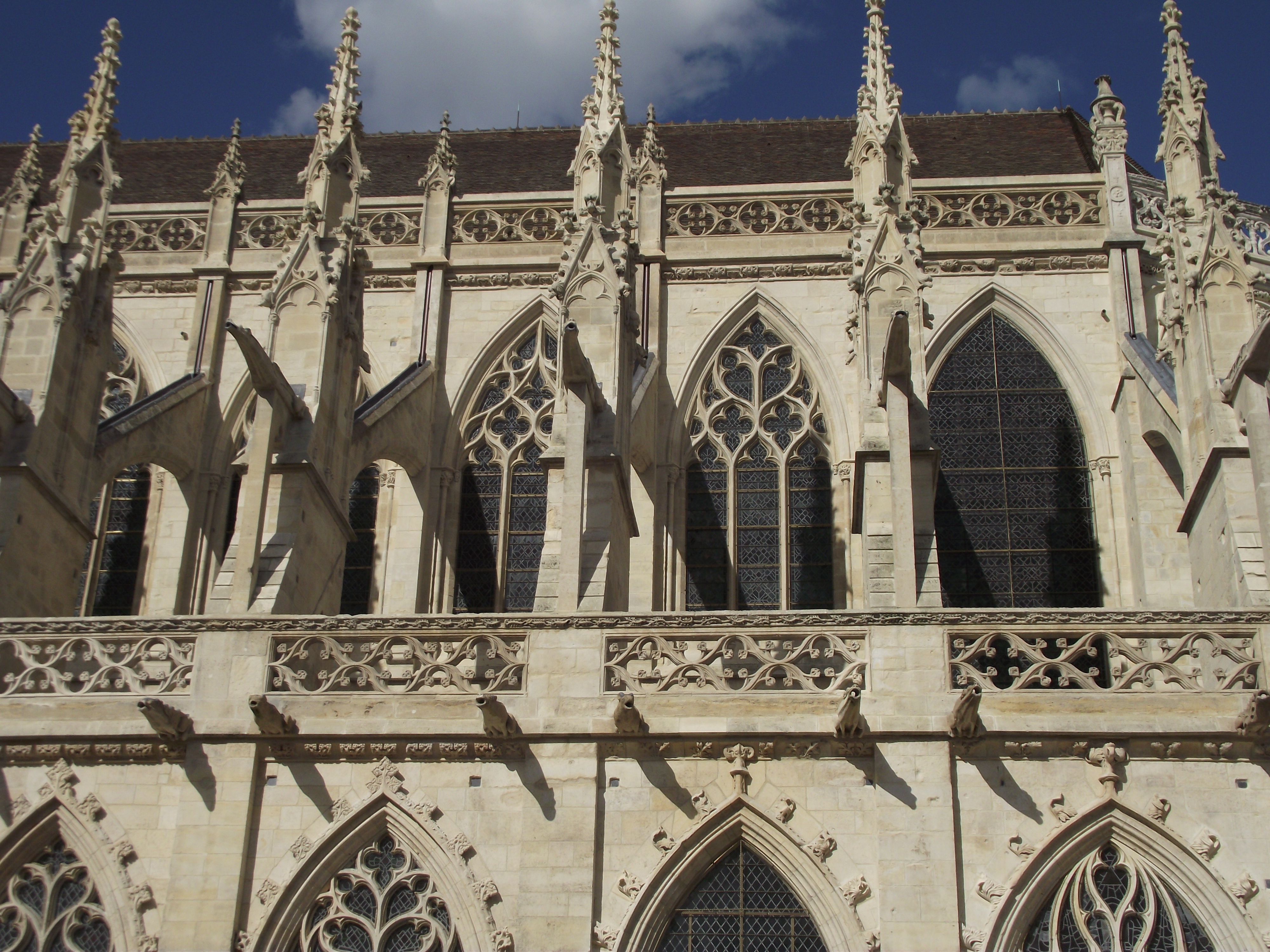
Particolare dell'esterno "gotico-fiammeggiante".
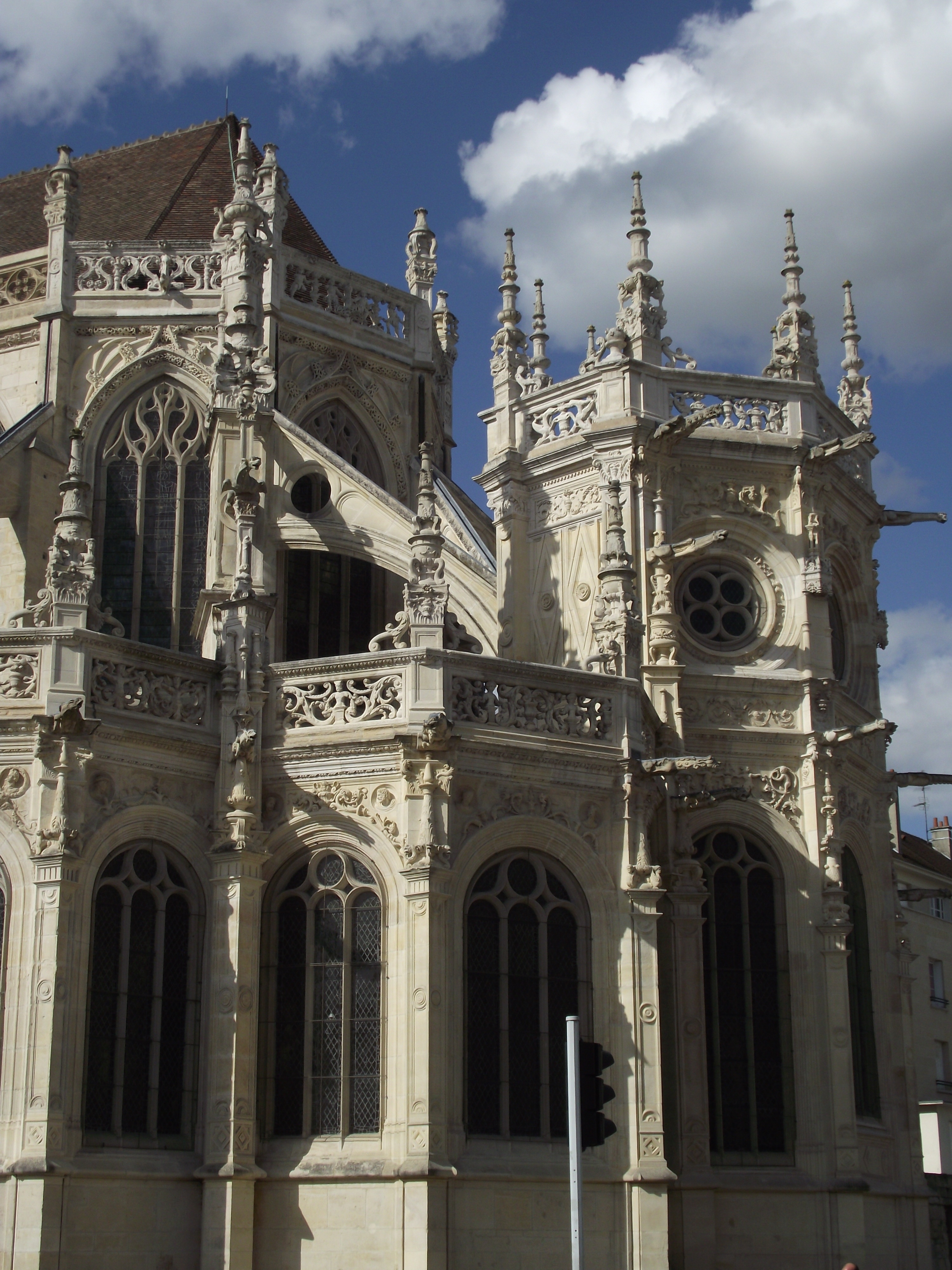
Il coro rinascimentale.
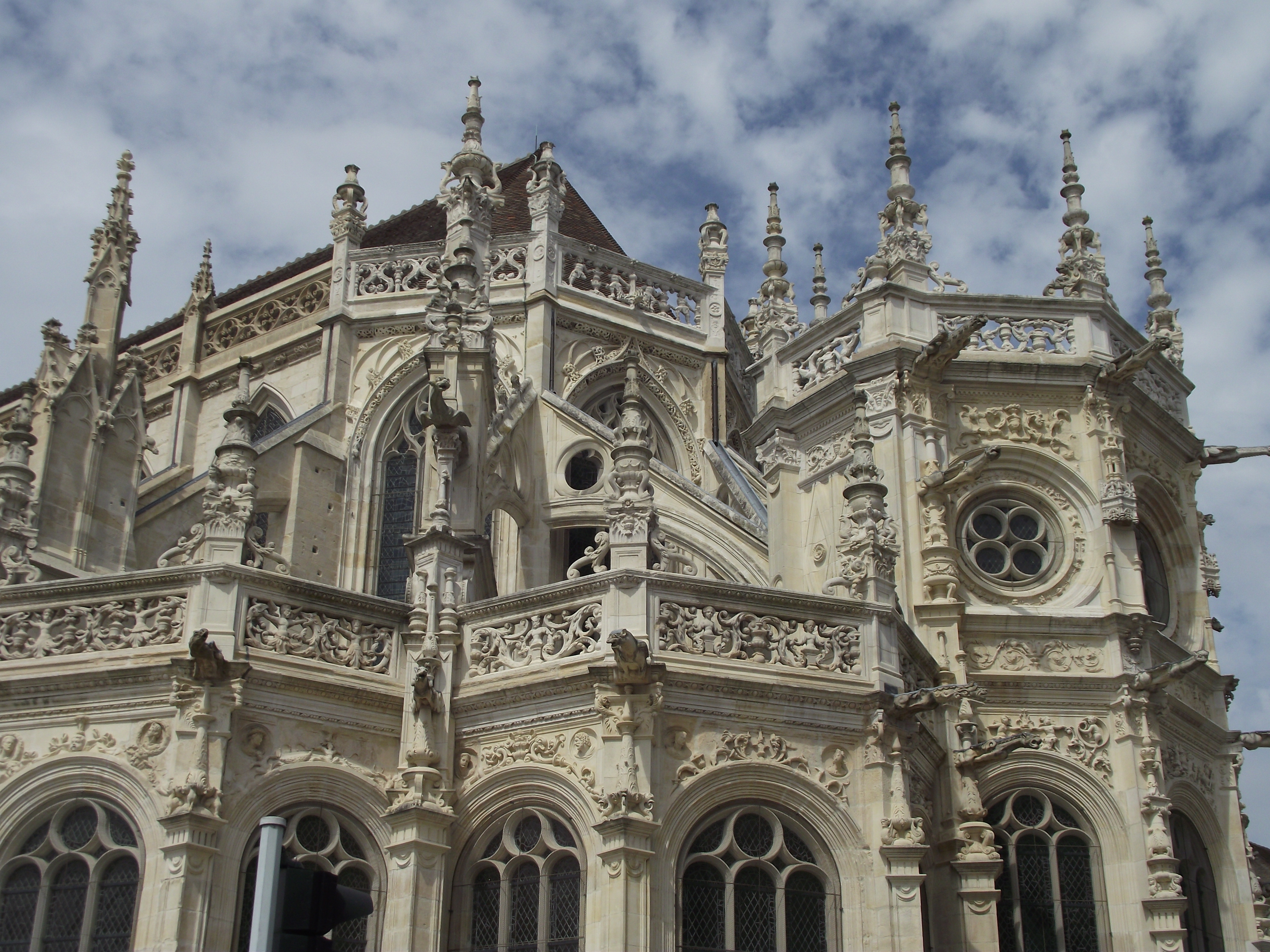
Particolare del prezioso coro.
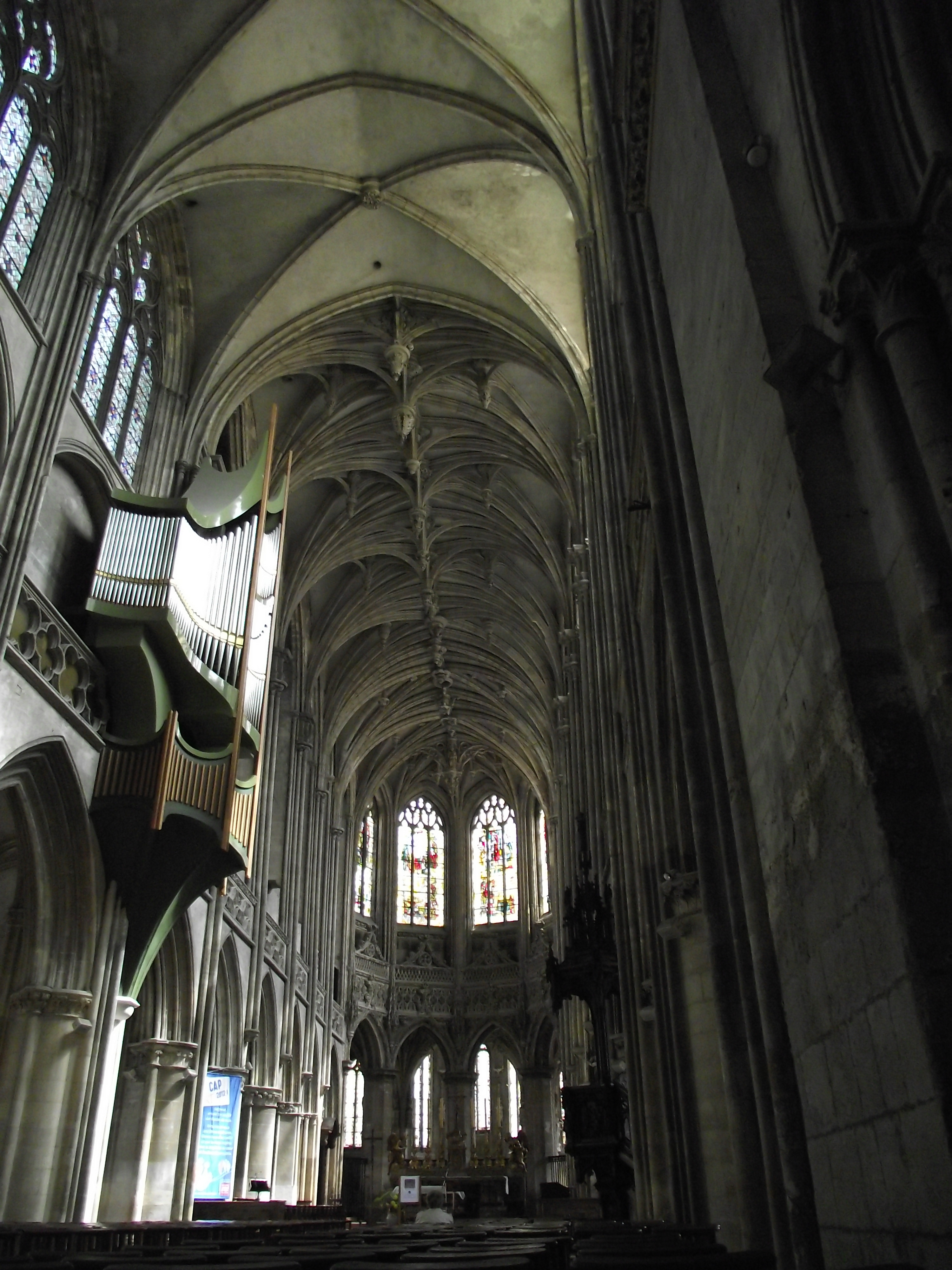
Interno.
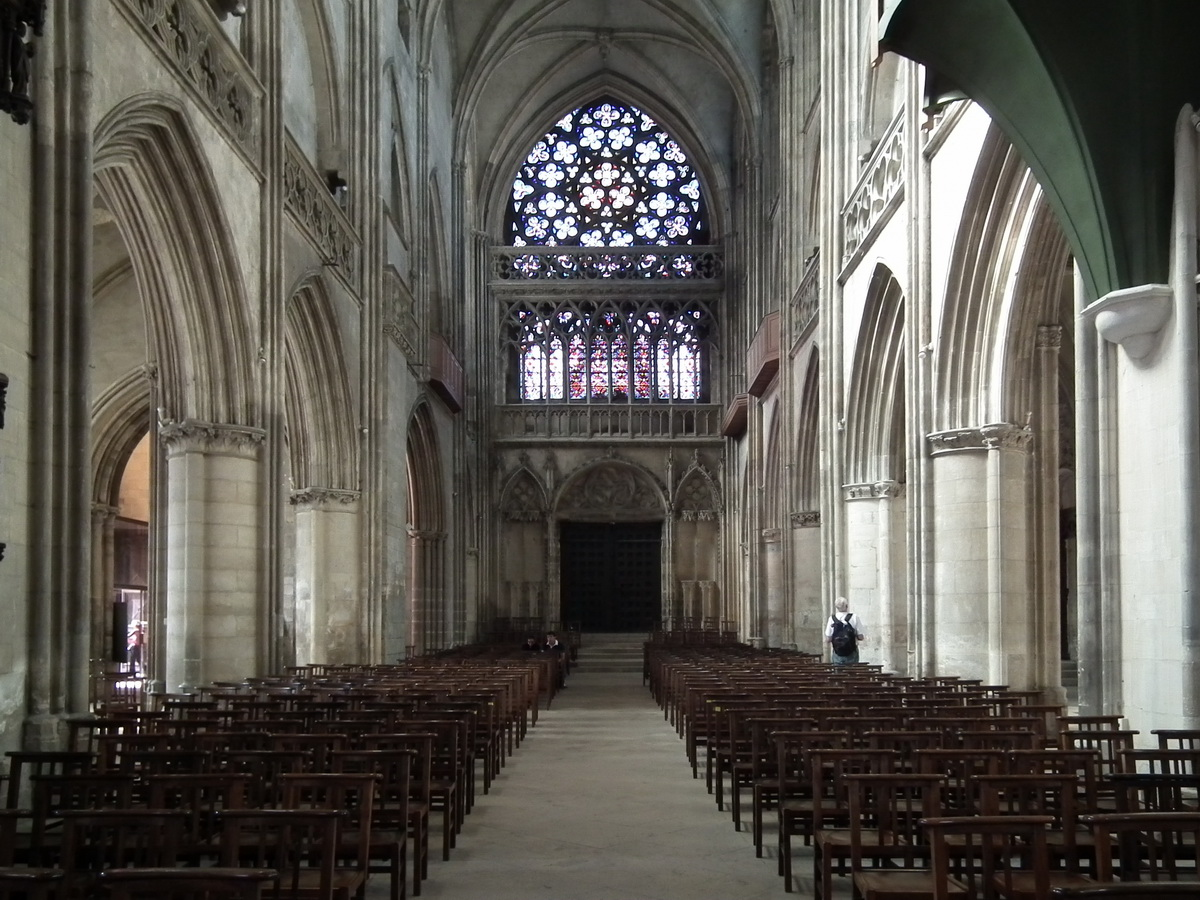
Veduta dell'interno verso la controfacciata.
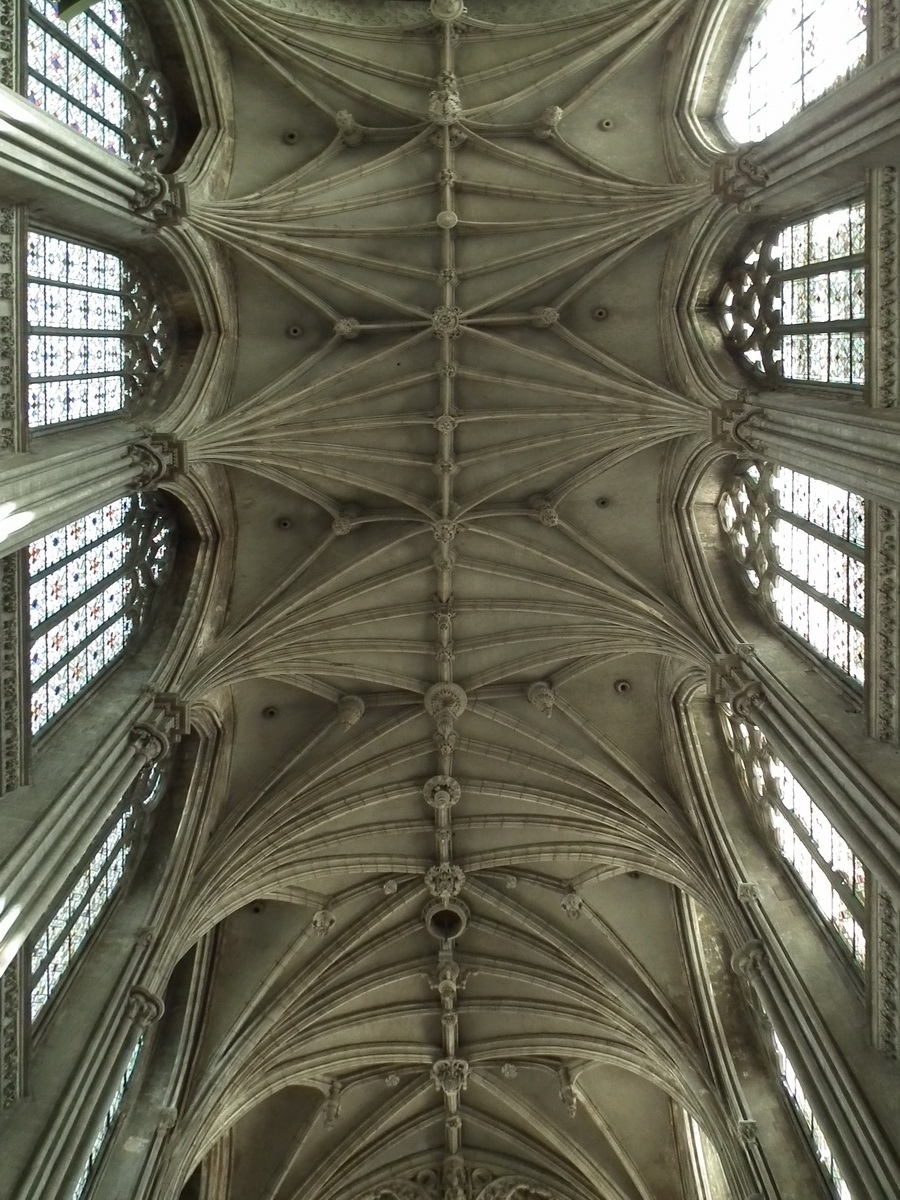
La volta "gotico-fiammeggiante" del coro.
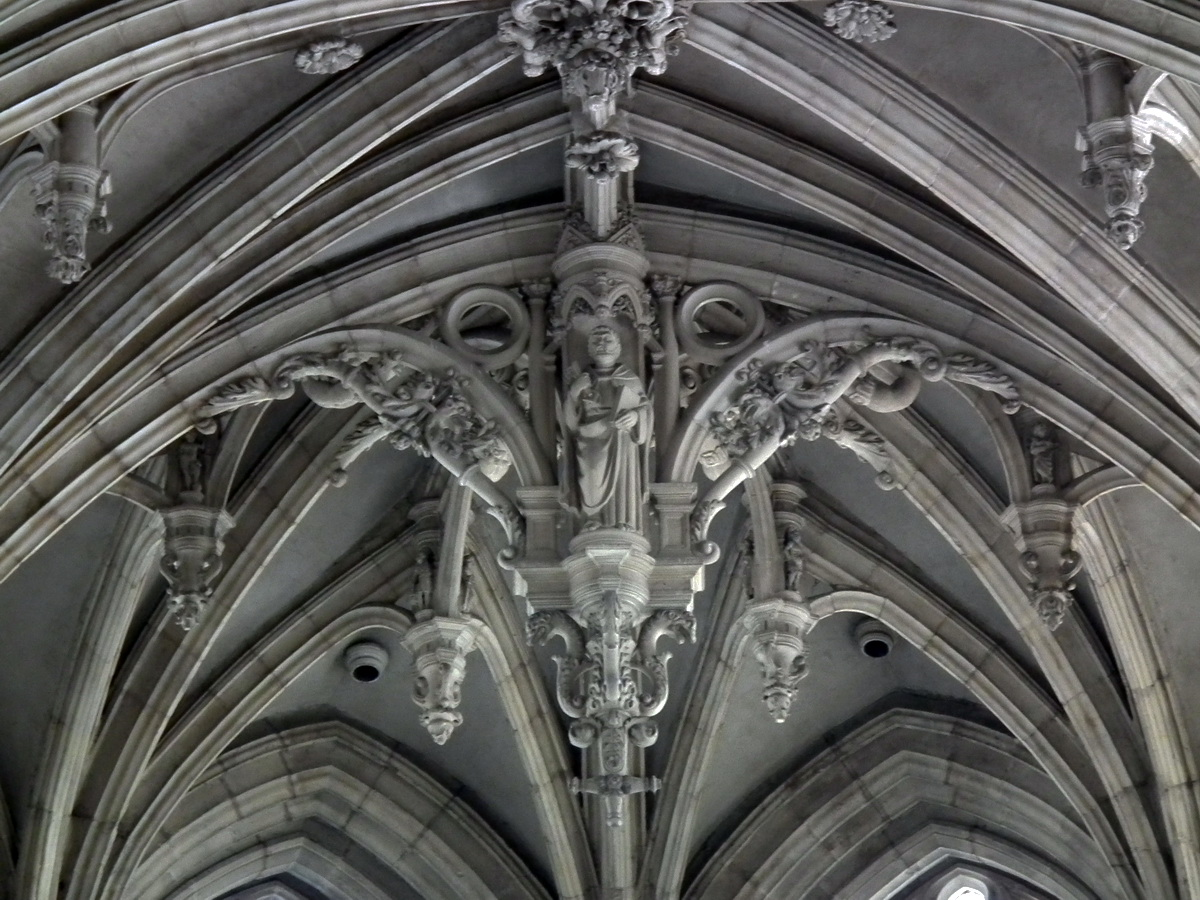
Particolare dell'elaborata chiave di volta pendente del coro.
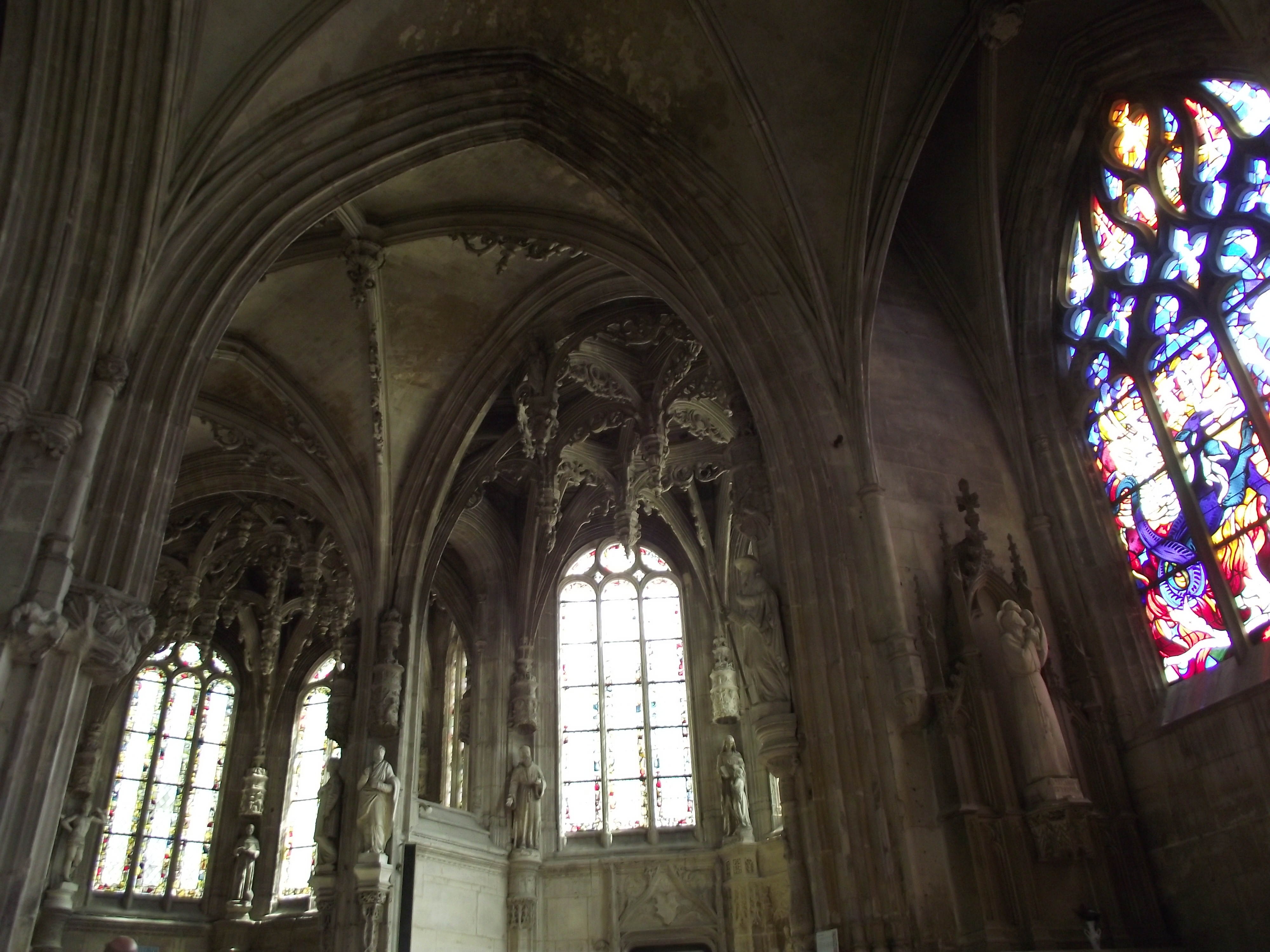
Il deambulatorio con le cappelle radiali.
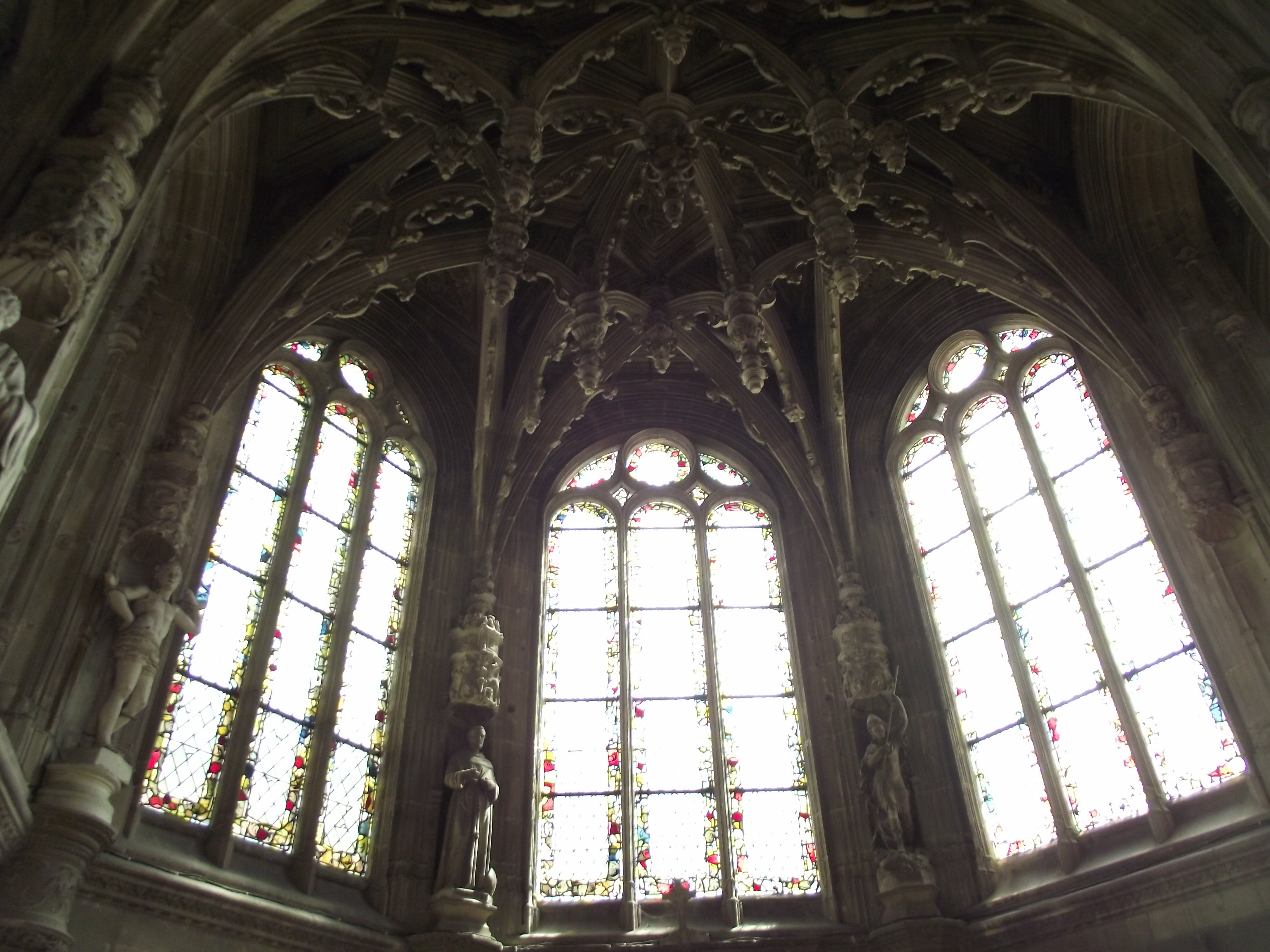
La volta di una delle cappelle radiali.
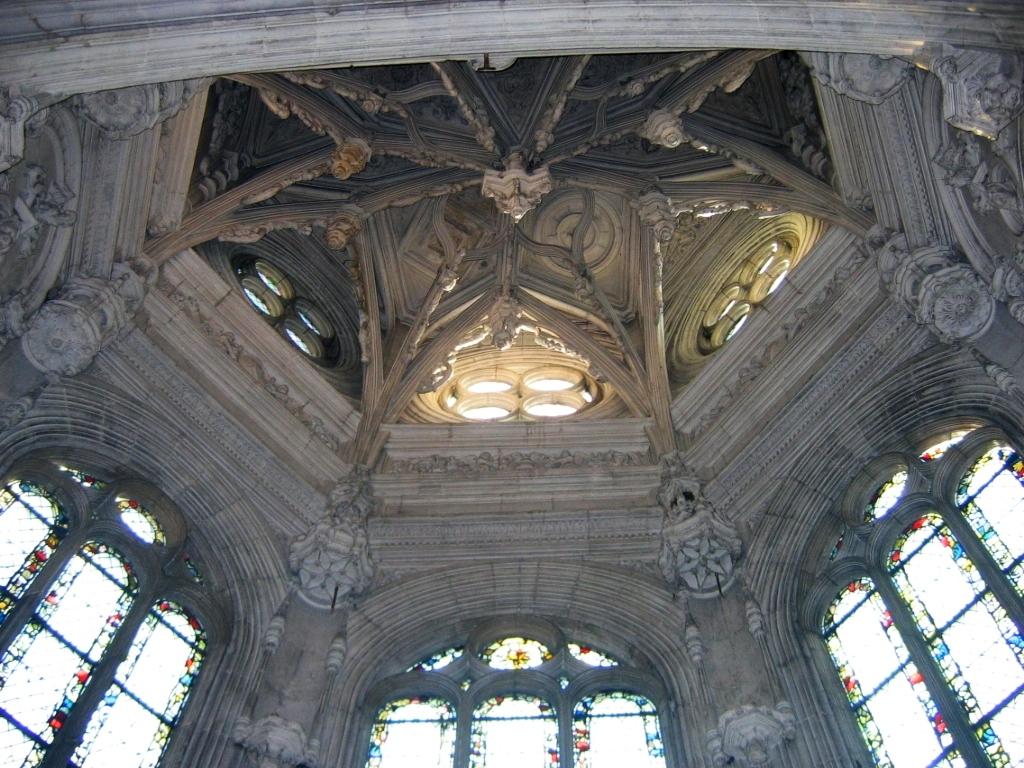
La volta del tiburio della cappella absdidale.
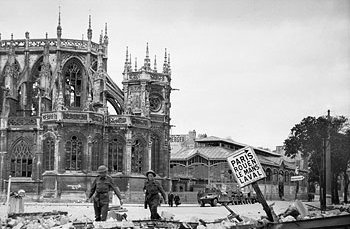
Le distruzioni della guerra.